# Nei (ur. 1949)
Nei, właśc. Elias Ferreira Sobrinho (ur. 15 sierpnia 1949 w Nova Europa) – piłkarz brazylijski, występujący podczas kariery na pozycji napastnika.

## Kariera klubowa
Nei swoją piłkarską karierę rozpoczął w klubie Ferroviárii Araraquara w 1969. W latach 1972–1980 występował w SE Palmeiras. W barwach Palmeiras Nei zadebiutował 10 września 1972 w przegranym 0-1 meczu z Coritibą zadebiutował w lidze brazylijskiej. Z Palmeiras dwukrotnie zdobył mistrzostwo Brazylii w 1972 i 1973 oraz trzykrotnie mistrzostwo stanu São Paulo – Campeonato Paulista w latach 1972, 1974 i 1976. Łącznie w barwach  Verdão rozegrał 488 meczów, w których strzelił 71 bramek.
W latach 1981–1983 występował w EC São Bento, Botafogo Ribeirão Preto i Grêmio Maringá.
W barwach Grêmio 28 lutego 1982 w przegranym 0-3 meczu z Náutico Recife Nei po raz ostatni wystąpił w lidze. Ogółem w latach 1972–1982 rozegrał w lidze 166 spotkań, w których strzelił 22 bramki. Karierę zakończył w Goiás EC w 1985.

## Kariera reprezentacyjna
Jedyny raz w reprezentacji Brazylii Nei wystąpił 1 grudnia 1976 w wygranym 2-0 towarzyskim meczu z reprezentacją ZSRR.